# テキスタイルデザイナー
テキスタイルデザイナーとは、服飾またはインテリア（乗物の内装を含む）用途のテキスタイル＝ファブリック（布地・織物）をデザインするデザイナーのこと。染織全般においての専門家とされ、染織家とも呼ばれる。糸選び、配色、図柄、加工方法、質感等、加工前の素材布において「織り」と「染め」の幅広い範囲に及ぶ意匠を行う。
繊維の撚り方や、組織そのものを選んだり作ったりする場合もあり、川上に近くなるほど、そういった内容の仕事がメインとなる。
基本的には、素材の良い所を活かしてトレンドや意図を取り込み、ファッションやインテリア等に適応させる仕事。一般に企業（アパレルメーカー、インテリアメーカーなど）内のデザイナーであることが多く、独立したテキスタイルデザイナーはまれである。
デザインするテキスタイルの用途により、ファッションデザイナーに近い位置にある場合と、インテリアデザイナーに近い位置にある場合とがある。

## 日本のテキスタイルデザイナー
- 榎本真弓 - 毛織物のテキスタイルデザイナー。
- 石本藤雄
- 鈴木マサル
- 須藤玲子
- 南村弾

## 関連人物
- 大河原邦男 - モビルスーツで有名なメカニックデザイナー。嘗てオンワード樫山にてテキスタルデザイナーを経験している。